# Portal
För andra betydelser, se Portal (olika betydelser).
Portal (av latin porta, "port", "ingång") är en arkitektoniskt gestaltad ingång till en byggnad. Särskilt under renässans- och barockepokerna kunde portalerna vara rikligt skulpterade. Portalen har sina rötter i antiken och förknippas med medeltida och klassiserande arkitektur. Den medeltida portalen är vanligen flersprångig och inbyggd i mur, medan en renässans- eller barockportal ofta består av utanpåliggande former.

## Etymologi
Ordet portal har sina rötter i medeltidslatinets portaʹle, av latin poʹrta ,’port’ eller ’ingång’.
Huvudbetydelsen av portal är en arkitektoniskt utsmyckad port, prydd med pelare eller dylikt och ofta med inbegrepp av dörr, men även om fristående valvbåge eller äreport med pelare eller kolonner. Ordet förekommer i svenska språket sedan 1545. Tidigare användes ordet även i betydelsen portalfasad.

## Bildexempel

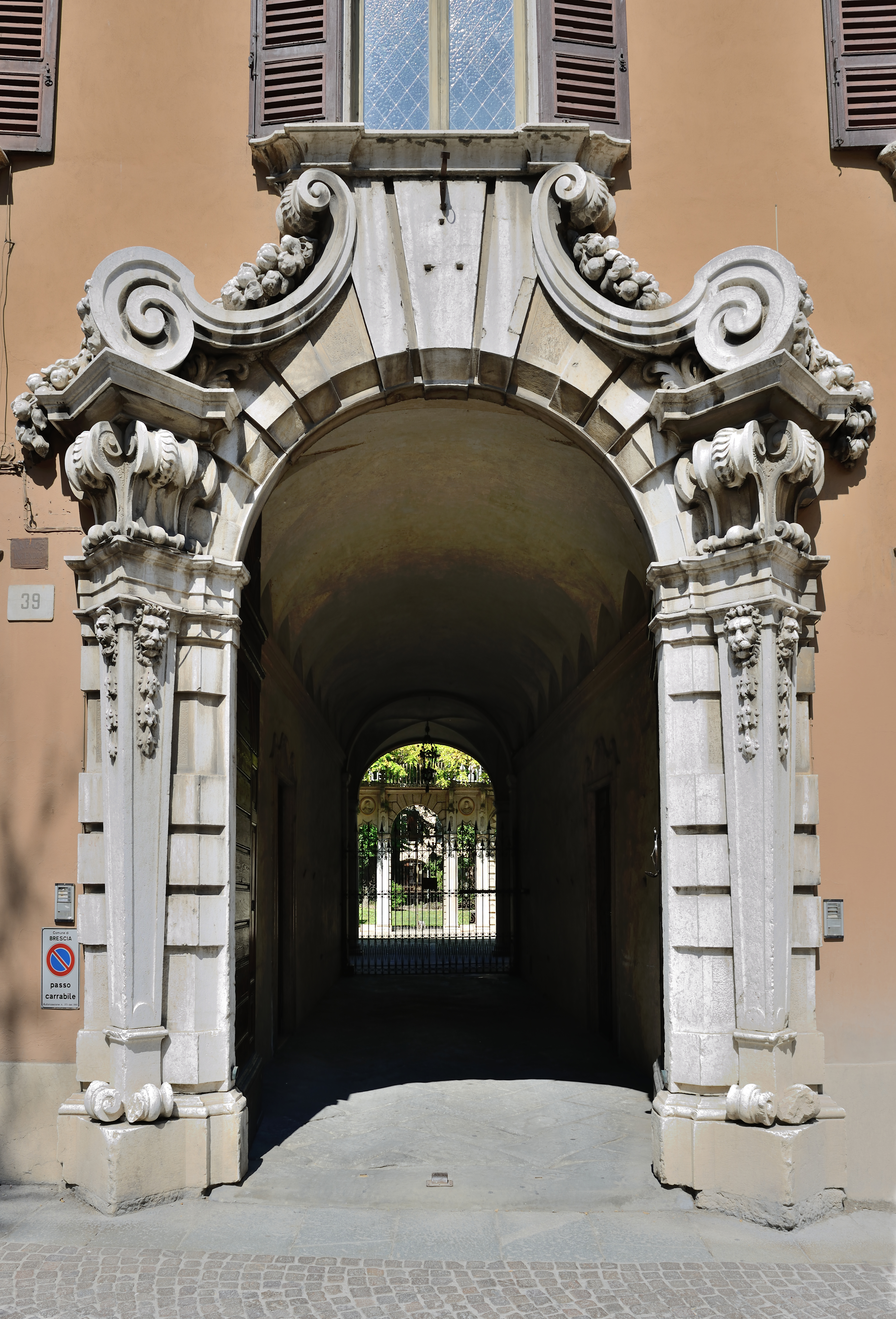
Barockportal i ett palats i Brescia.
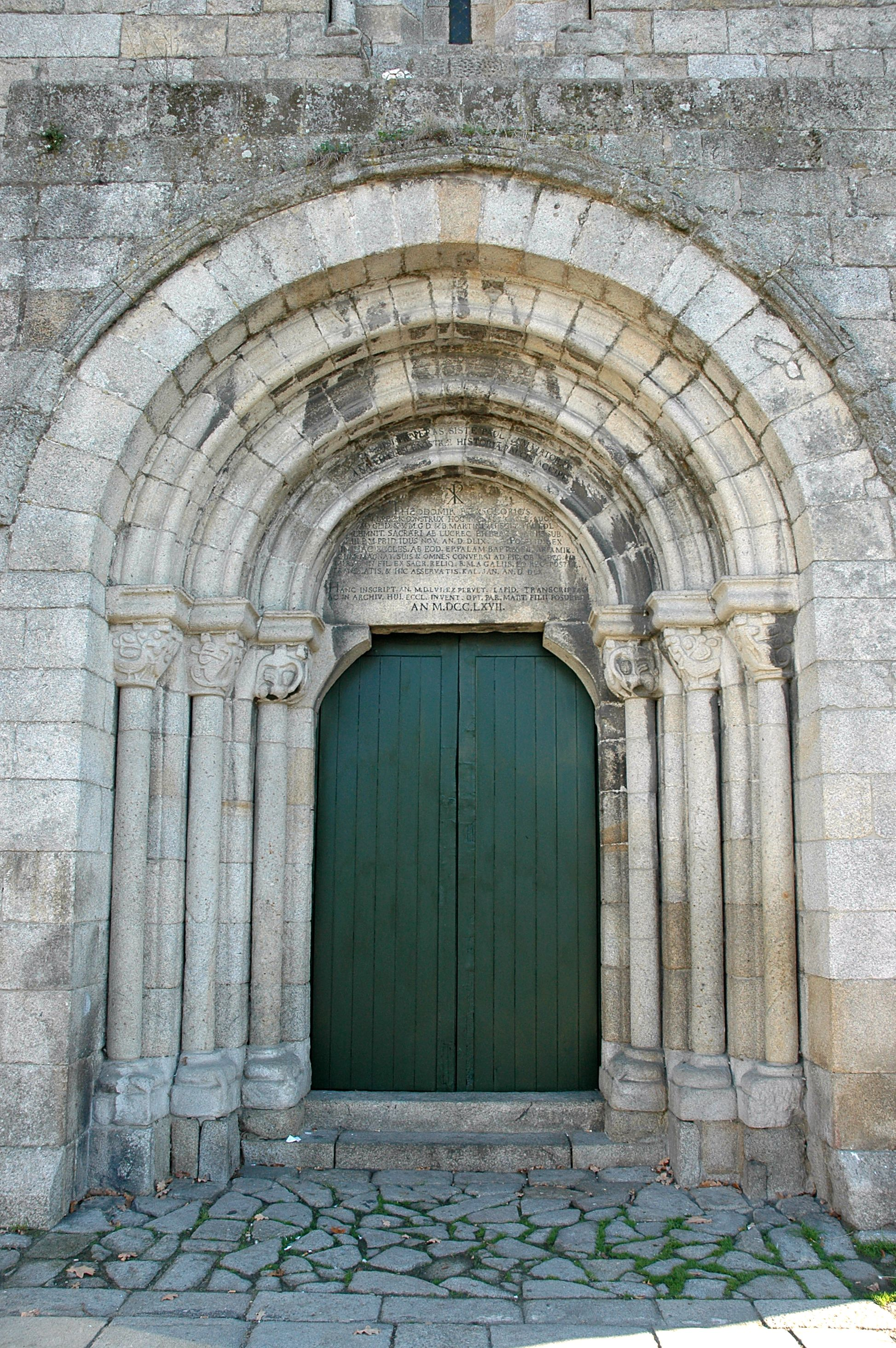
Portal vid kyrkan Igreja de Cedofeita i Portugal.
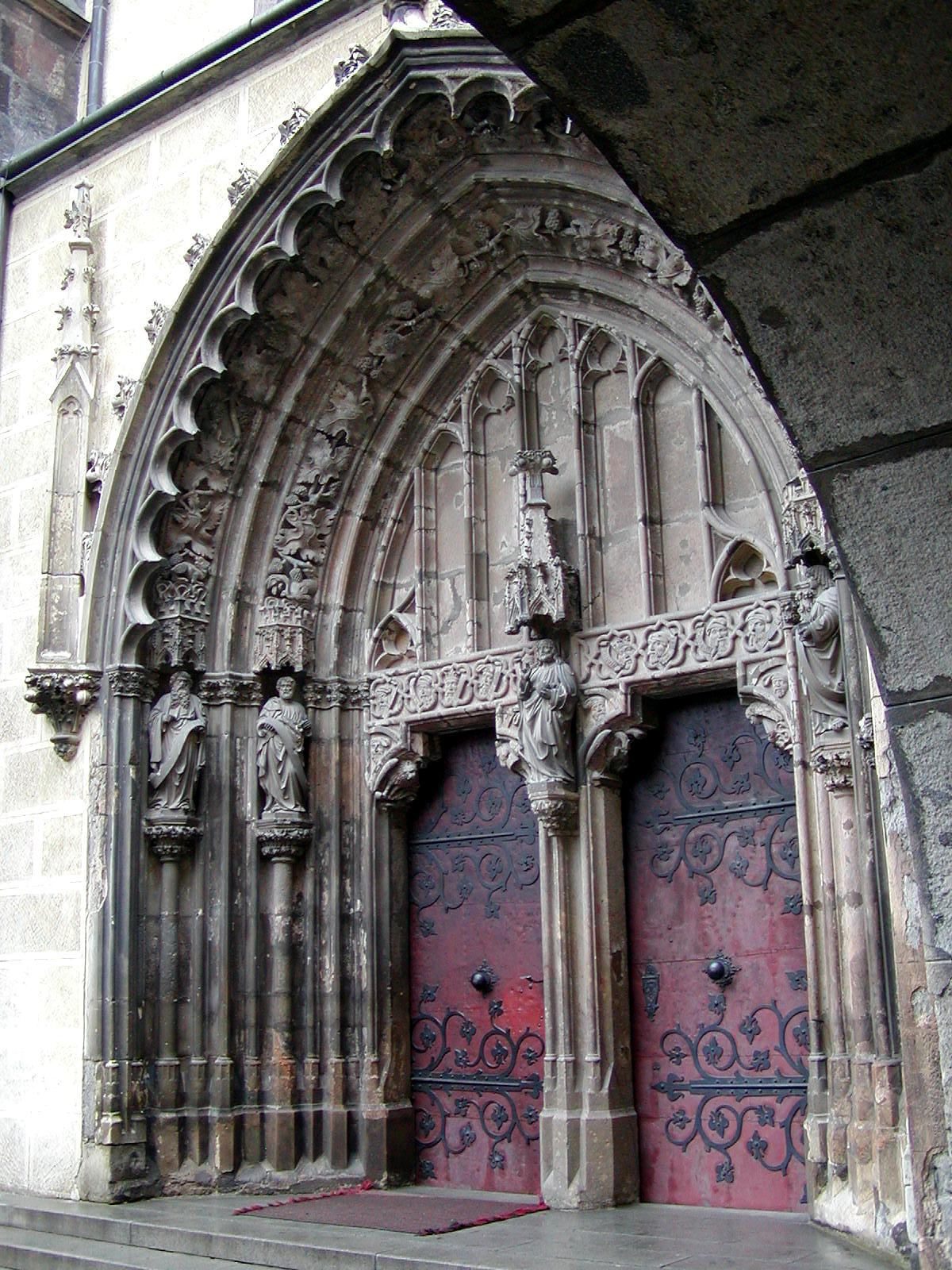
Portal vid kyrka i  Hronský Beňadik, Slovakien.
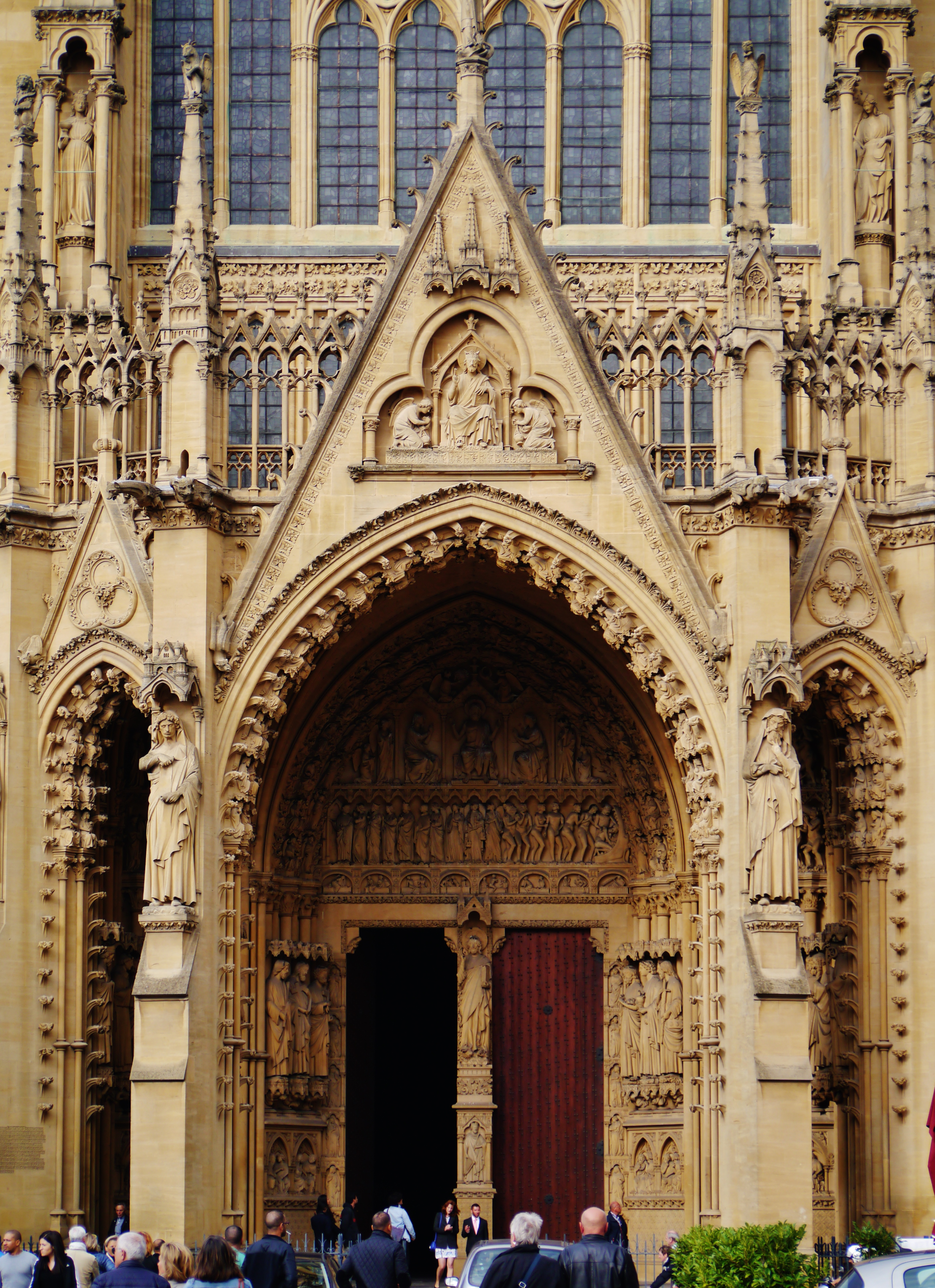
Gotisk portal vid katedralen i Metz i Frankrike.
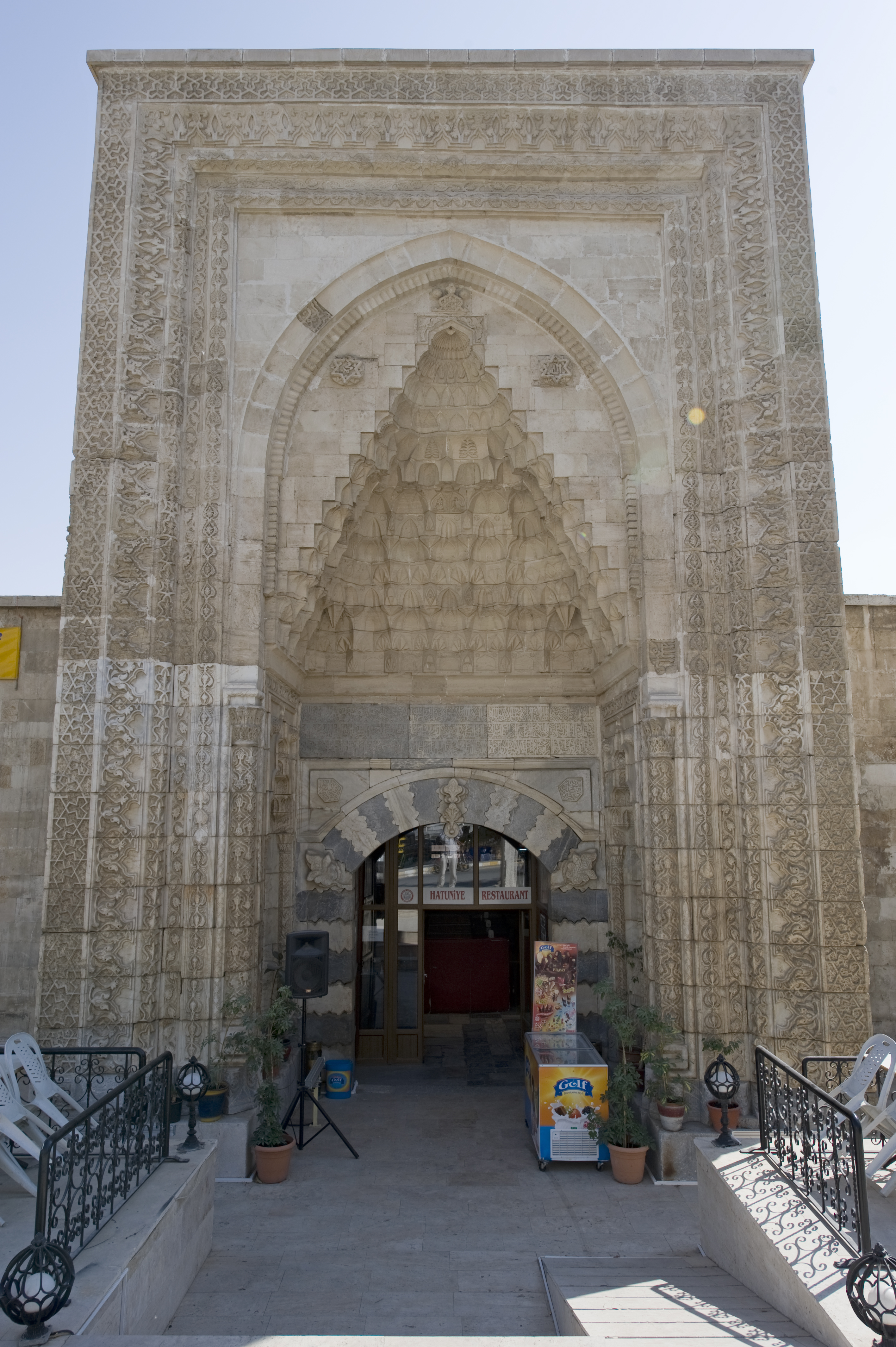
Portal vid madrassan Hatuniye Medresesi I Turkiet.
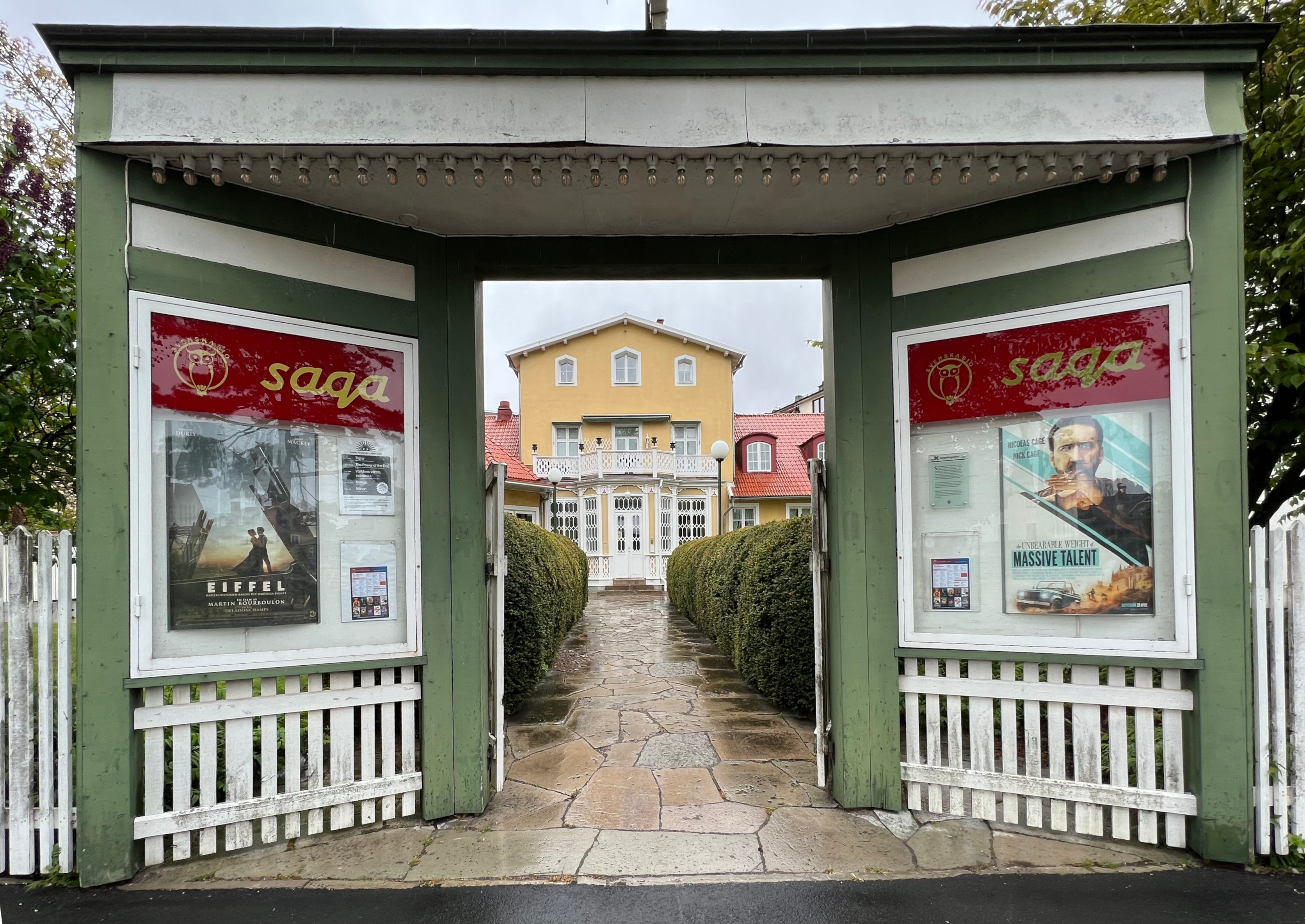
Portal vid Sagabiografen i Kalmar.